# Ixtlahuaca de Rayón
Ixtlahuaca de Rayón è il capoluogo del comune di Ixtlahuaca, comune del Messico situato nello stato di Messico.